# Романенко Валентин Андрійович
Валентин Андрійович Романенко (1 вересня 1959) — український радянський хокеїст, воротар.

## Спортивна кар'єра
Виступав за команди «Сокіл» (Київ), «Динамо» (Мінськ), «Машинобудівник» (Київ), СКА МВО (Липецьк), «Іжсталь» (Іжевськ), «Буран» (Воронеж), ШВСМ (Київ) і «Десна» (Брянськ). У складі «Іжсталі» провів одну гру у вищій лізі (1981-82).

## Статистика
| Сезон   | Команда                 | Ліга      | І  | КН   |
| ------- | ----------------------- | --------- | -- | ---- |
| 1975-76 | «Сокіл» (Київ)          | перша     | 2  |      |
| 1976-77 | «Сокіл» (Київ)          | перша     | 0  |      |
| 1977-78 | «Динамо» (Мінськ)       | перша     | 6  |      |
| 1978-79 | «Динамо» (Мінськ)       | перша     | 4  |      |
| 1979-80 | «Машинобудівник» (Київ) | друга     |    |      |
| 1980-81 | СКА МВО (Липецьк)       | перша     | 39 |      |
| 1981-82 | «Іжсталь» (Іжевськ)     | вища      | 1  | 4,00 |
|         | «Іжевськ» (Іжевськ)     | перехідна | 4  |      |
| 1982-83 | «Буран» (Воронеж)       | друга     | 37 |      |
| 1983-84 | «Машинобудівник» (Київ) | друга     |    |      |
| 1984-85 | ШВСМ (Київ)             | друга     |    |      |
| 1985-86 | «Десна» (Брянськ)       | друга     | 35 |      |
| 1986-87 | «Десна» (Брянськ)       | друга     | 51 |      |
| 1987-88 | «Десна» (Брянськ)       | друга     |    |      |
| 1988-89 | «Десна» (Брянськ)       | друга     | 47 |      |
| 1989-90 | «Десна» (Брянськ)       | друга     | 41 |      |
| 1990-91 | «Десна» (Брянськ)       | друга     | 61 |      |